# Ermita de Sant Sebastià (Vic)
L'ermita de Sant Sebastià és al terme municipal de Vic, a la comarca d'Osona, sobre un turó a 770 metres d'altitud. Es va construir el segle xvi amb motiu d'una pesta, a la demarcació de Sant Joan de Galí, depenent de la parròquia de Santa Eulàlia de Riuprimer.
A l'ermita, des d'on hi ha una vista de la Plana de Vic, s'hi celebren actes culturals, polítics i associatius diversos, a més de les celebracions litúrgiques, i anteriorment havia estat un punt de vigilància contra incendis.

## Arquitectura
L'ermita de Sant Sebastià té una única nau, sense absis ni cor i una façana amb un portal amb dovelles, que va ser reformada el segle xvii. El campanar és de planta quadrada amb quatre finestrals d'arc de mig punt. Si bé la capella de l'ermita data del segle xvi, la resta de l'edifici i el seu característic campanar són del segle xviii. Aquestes parts s'enlairaren en agraïment a la miraculosa intervenció de Sant Sebastià per haver acabat amb una epidèmia de pesta.

## Entorn
L'ermita de Sant Sebastià està situada en dels espais més privilegiats de la plana de Vic. Dalt d'un turó de 770 d'altitud, les vistes a la contrada són impressionats, amb una esplèndida panoràmica de les serralades del Montseny, les Guilleries, el Collsacabra o el Pirineu. Fins i tot, en els dies més clars, no només es pot veure la ciutat de Vic, sinó també poblacions com Manlleu, Roda de Ter o Taradell.
La plana de l'ermita, anomenada de Sant Sebastià, està formada d'una roureda de roure martinenc, boix i pi roig que fan les delícies dels amants de la natura i el senderisme. A més a més, pels camins dels voltants hi ha diverses masies, com la del Galí amb la seva torre de defensa, probablement romànica, i l'antiga parròquia de Sant Joan del Galí, construïda el segle xi i reformada totalment el segle xvii.
Encara que està a la demarcació de Sant Joan del Galí i depèn de la parròquia de Santa Eulàlia de Riuprimer des de sempre, el seu terme municipal és la ciutat de Vic.

## Història

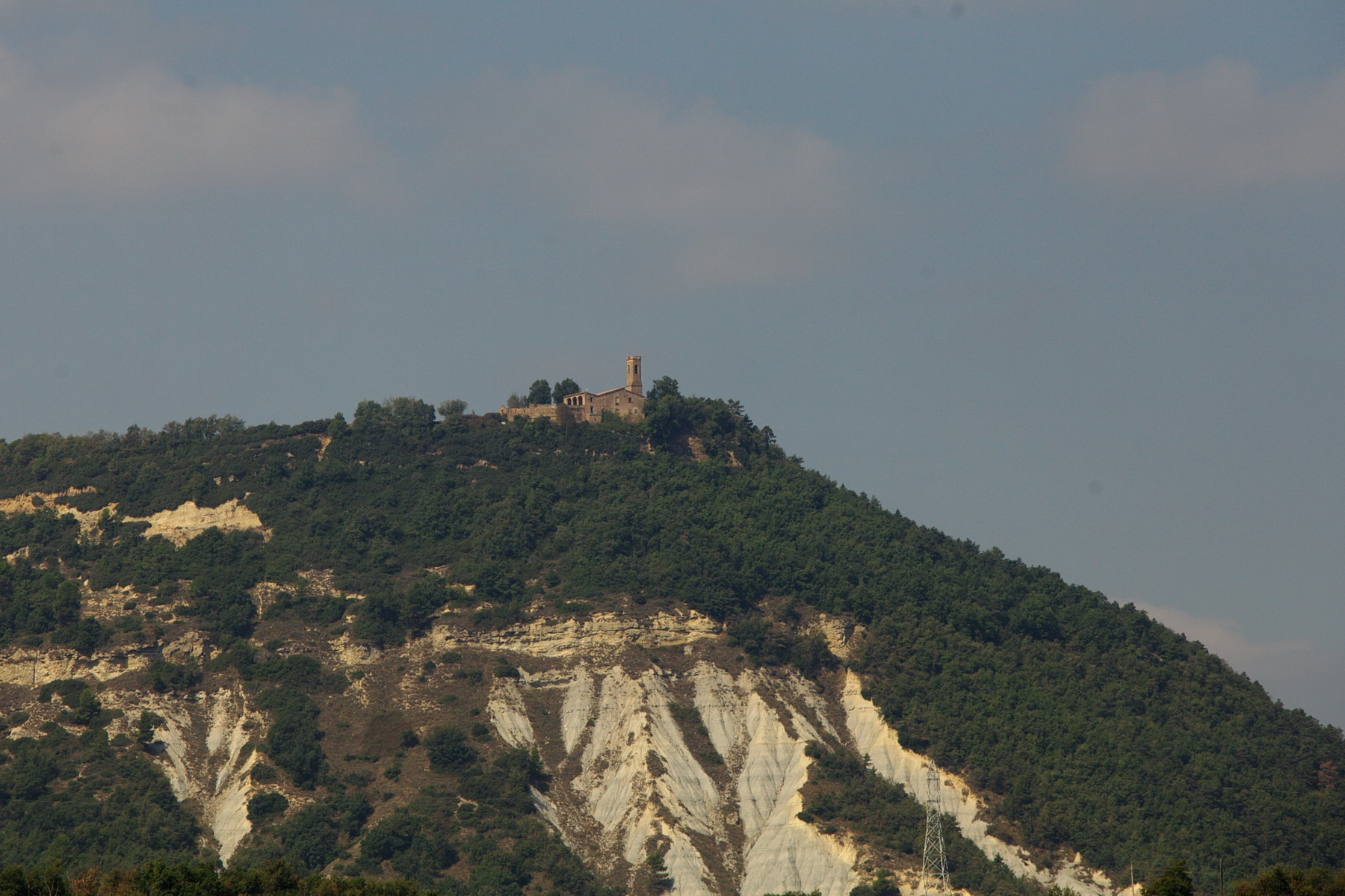
Vista des de la Plana de Vic.

Està documentat des de l'any 1522, citada pel bisbe de Vic Joan de Tormo com a Sant Sebastià de Riuprimer.
El 17 de maig de 1705 hi va tenir lloc el Pacte dels Vigatans amb el que es va arribar a un acord amb el Regne d'Anglaterra perquè facilités ajuda militar davant Felip V de Castella, comprometent-se a respectar Carles III i les lleis catalanes, segellant-ho posteriorment al Tractat de Gènova. Aquest fet, es recorda cada any amb l'encesa de la Flama del Pacte dels Vigatans el dia 7 de maig i la posterior Marxa dels Vigatans, el vespre abans de la Diada. La commemoració finalitza l'11 de setembre amb la crema simbòlica del Decret de Nova Planta a Vic.
L'any 2012 va ser declarada Bé Cultural d'Interès Nacional amb la classificació de Lloc històric, amb un expedient que incloïa un projecte arquitectònic per rehabilitar l'ermita i la casa annexa. Aquesta proposta va sorgir l'any 2005 durant la commemoració del 300 aniversari del Pacte dels Vigatans i va ser impulsada per l'Associació Cultural EspaiCat, de Vic, amb el suport d'una trentena d'ajuntaments de la comarca i el de Moià.

### Museïtzació

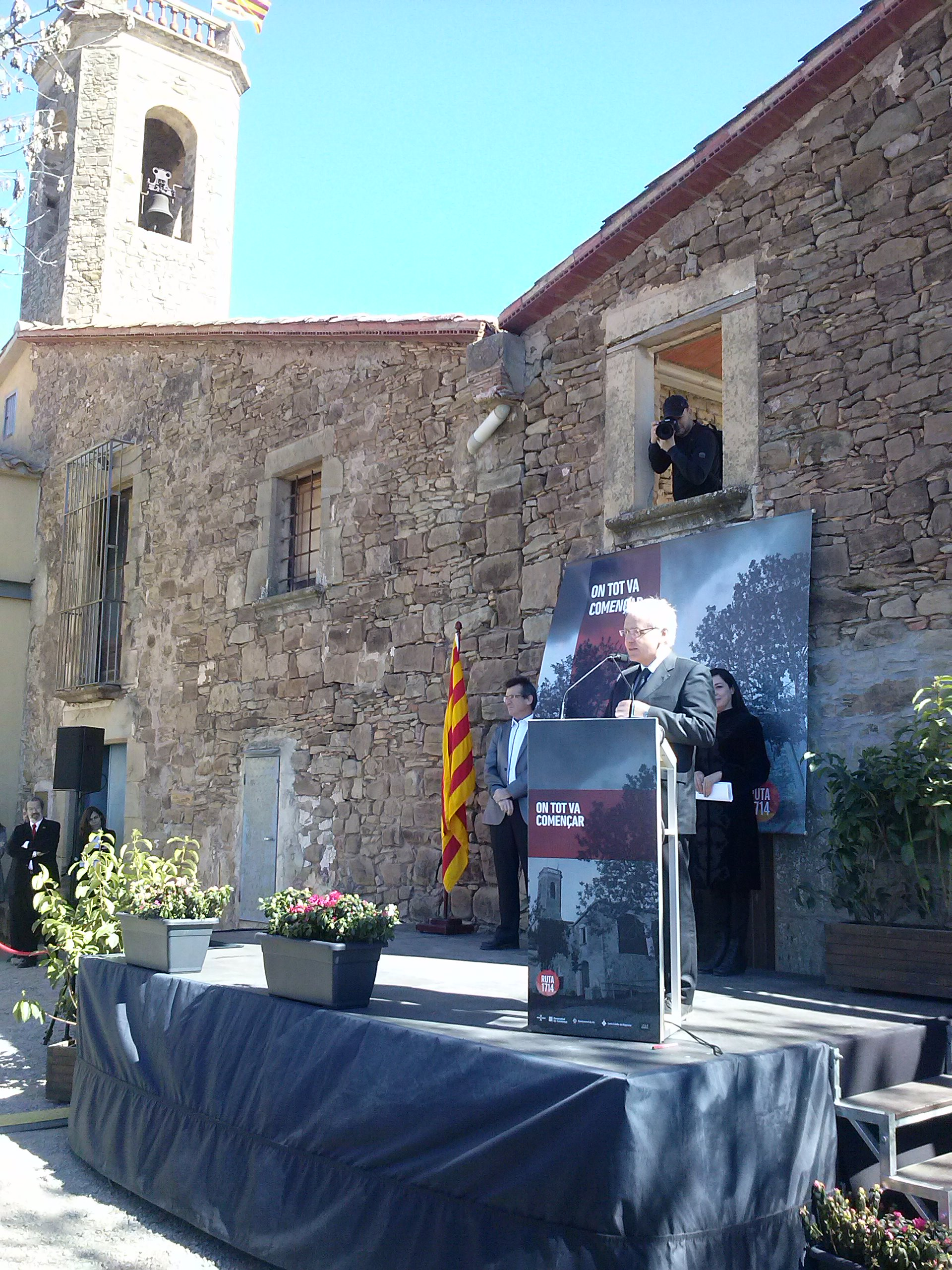
Rehabilitació sant sebastià vic

El 16 de març de 2014 el conseller de Cultura, Ferran Mascarell, va inaugurar la intervenció feta a l'ermita de Sant Sebastià. La intervenció permet visitar aquest espai com un dels indrets per entendre la Guerra de Successió en el marc de la Ruta 1714. A l'acte, conduït per l'actriu Txe Arana, també hi van intervenir els alcaldes de Vic, Josep Maria Vila d'Abadal, i de Santa Eulàlia de Riuprimer, Àngel Torres. El Juny del mateix mes es va millorar la senyalització entre Vic i l'ermita. Es va realitzar la pavimentació amb formigó d'un tram de 200 metres amb molta pendent i la col·locar una barrera mixta de fusta i d'acer a la part externa d'un dels revolts del camí. El pressupost destinat a aquesta millora i arranjament de l'accés a l'Ermita de Sant Sebastià va suposar un preu de 30.567,81 € i va ser finançat a partir d'una subvenció sol·licitada pel mateix Ajuntament de Vic a la Diputació de Barcelona.

## Activitats
L'ermita de Sant Sebastià és un referent a la comarca d'Osona on des de fa molts anys s'hi organitzen actes molt diversos de caràcter cultural, polític i associatiu (a part dels estrictament religiosos tal com casaments i batejos). Un dels actes que se celebra anualment és l'Aplec de Sant Sebastià que se celebra el diumenge següent del diumenge de pasqua, en el qual, després de l'ofici religiós hi ha una cantada de caramelles per part dels Cantaires de Riuprimer davant de la porta de l'ermita i posteriorment un dinar popular.
El passat 17 de maig de 2005 es van celebrar els actes dels 300 anys del pacte dels Vigatans en 
aquesta ermita, amb una assistència massiva de gent. Des de llavors, cada any pels volts del 17 de maig, s'hi commemora ininterrompudament l'efemèride del Pacte dels Vigatans, per part d'organismes i entitats culturals. Es fa el lliurament dels Premis Literaris Pacte de Sant Sebastià (també nascuts el 2005), i s'hi encén la Flama del Pacte dels Vigatans; que posteriorment s'usa el 10 de setembre en la commemoració de la diada nacional durant la Marxa dels Vigatans per cremar simbòlicament el Decret de Nova Planta a Vic.